# Paříž–Nice 2009
67. ročník etapového cyklistického závodu Paříž–Nice startoval 8. března v Amilly a končil 15. března v Nice. Vítězem se stal španělský cyklista Luis León Sánchez.

## Týmy
| Stát       | UCI | Tým                    |
| ---------- | --- | ---------------------- |
| Francie    | ALM | Ag2r-La Mondiale       |
| Francie    | AGR | Agritubel              |
| Kazachstán | AST | Astana                 |
| Francie    | BBO | Bbox Bouygues Télécom  |
| Španělsko  | GCE | Caisse d'Epargne       |
| Švýcarsko  | CTT | Cervélo TestTeam       |
| Francie    | COF | Cofidis                |
| Španělsko  | EUS | Euskaltel-Euskadi      |
| Francie    | FDJ | Française des Jeux     |
| USA        | GRM | Team Garmin-Slipstream |

| Stát       | UCI | Tým                     |
| ---------- | --- | ----------------------- |
| Itálie     | LAM | Lampre-N.G.C.           |
| Itálie     | LIQ | Liquigas                |
| Belgie     | QST | Quick Step              |
| Nizozemsko | RAB | Rabobank                |
| Belgie     | SIL | Silence-Lotto           |
| Nizozemsko | SKS | Skil-Shimano            |
| Dánsko     | SAX | Team Saxo Bank          |
| USA        | THR | Team Columbia-High Road |
| Rusko      | KAT | Team Katusha            |
| Německo    | MRM | Team Milram             |

## Etapy

### 1. etapa – Amilly
1. etapa se jela 8. března 2009 ve městě Amilly a měřila 9,3 km (ITT).
|    | Cyklista          | Team | Čas     |
| -- | ----------------- | ---- | ------- |
| 1  | Alberto Contador  | AST  | 11' 05" |
| 2  | Bradley Wiggins   | GRM  | + 7"    |
| 3  | Luis León Sánchez | GCE  | + 9"    |
| 4  | Tony Martin       | THR  | + 11"   |
| 5  | David Millar      | GRM  | + 14"   |
| 6  | Joost Posthuma    | RAB  | + 18"   |
| 7  | Sylvain Chavanel  | QST  | + 19"   |
| 8  | Antonio Colom     | KAT  | s.t.    |
| 9  | Vladimir Karpec   | KAT  | + 21"   |
| 10 | Rémi Pauriol      | COF  | + 22"   |

|    | Cyklista          | Team | Čas     |
| -- | ----------------- | ---- | ------- |
| 1  | Alberto Contador  | AST  | 11' 05" |
| 2  | Bradley Wiggins   | GRM  | + 7"    |
| 3  | Luis León Sánchez | GCE  | + 9"    |
| 4  | Tony Martin       | THR  | + 11"   |
| 5  | David Millar      | GRM  | + 14"   |
| 6  | Joost Posthuma    | RAB  | + 18"   |
| 7  | Sylvain Chavanel  | QST  | + 19"   |
| 8  | Antonio Colom     | KAT  | s.t.    |
| 9  | Vladimir Karpec   | KAT  | + 21"   |
| 10 | Rémi Pauriol      | COF  | + 22"   |

### 2. etapa – Saint-Brisson-sur-Loire → La Chapelle-Saint-Ursin
2. etapa se jela 9. března 2009 z města Saint-Brisson-sur-Loire do města La Chapelle-Saint-Ursin a měřila 195,5 km.
|    | Cyklista           | Team         | Čas        |
| -- | ------------------ | ------------ | ---------- |
| 1  | Heinrich Haussler  | CTT          | 4h 45' 01" |
| 2  | Mark Renshaw       | THR          | s.t.       |
| 3  | Mirco Lorenzetto   | LAM          | s.t.       |
| 4  | Tom Veelers        | Skil-Shimano | s.t.       |
| 5  | Murilo Fischer     | LIQ          | s.t.       |
| 6  | Sébastien Chavanel | FDJ          | s.t.       |
| 7  | Sébastien Hinault  | ALM          | s.t.       |
| 8  | Samuel Dumoulin    | COF          | s.t.       |
| 9  | Romain Feillu      | Agritubel    | s.t.       |
| 10 | Mathew Hayman      | RAB          | s.t.       |

|    | Cyklista          | Team | Čas        |
| -- | ----------------- | ---- | ---------- |
| 1  | Alberto Contador  | AST  | 4h 56' 06" |
| 2  | Bradley Wiggins   | GRM  | + 7"       |
| 3  | Luis León Sánchez | GCE  | + 9"       |
| 4  | Tony Martin       | THR  | + 11"      |
| 5  | David Millar      | GRM  | + 14"      |
| 6  | Joost Posthuma    | RAB  | + 18"      |
| 7  | Sylvain Chavanel  | QST  | + 19"      |
| 8  | Antonio Colom     | KAT  | s.t.       |
| 9  | Heinrich Haussler | CTT  | + 20"      |
| 10 | Vladimir Karpec   | KAT  | + 21"      |

### 3. etapa – Orval → Vichy
3. etapa se jela 10. března 2009 z města Orval do Vichy a měřila 178 km.
|    | Cyklista            | Team | Čas        |
| -- | ------------------- | ---- | ---------- |
| 1  | Sylvain Chavanel    | QST  | 4h 33' 12" |
| 2  | Juan Antonio Flecha | RAB  | s.t.       |
| 3  | Sebastian Langeveld | RAB  | s.t.       |
| 4  | Stéphane Auge       | COF  | s.t.       |
| 5  | Kevin Seeldrayers   | QST  | s.t.       |
| 6  | Juan Manuel Garate  | RAB  | s.t.       |
| 7  | Jurgen Roelandts    | SIL  | s.t.       |
| 8  | Marcus Burghardt    | THR  | + 40"      |
| 9  | Heinrich Haussler   | CTT  | + 1' 09"   |
| 10 | Sébastien Turgot    | BBO  | s.t.       |

|    | Cyklista            | Team | Čas        |
| -- | ------------------- | ---- | ---------- |
| 1  | Sylvain Chavanel    | QST  | 9h 29' 27" |
| 2  | Juan Manuel Garate  | RAB  | + 32"      |
| 3  | Juan Antonio Flecha | RAB  | + 33"      |
| 4  | Kevin Seeldrayers   | QST  | + 35"      |
| 5  | Jurgen Roelandts    | SIL  | + 37"      |
| 6  | Alberto Contador    | AST  | + 1' 03"   |
| 7  | Luis León Sánchez   | GCE  | + 1' 12"   |
| 8  | Stéphane Auge       | COF  | + 1' 14"   |
| 9  | David Millar        | GRM  | + 1' 17"   |
| 10 | Antonio Colom       | KAT  | + 1' 22"   |

### 4. etapa – Vichy → Saint-Étienne
4. etapa se jela 11. března 2009 z Vichy do Saint-Étienne a měřila 173,5 km.
|    | Cyklista              | Team         | Čas        |
| -- | --------------------- | ------------ | ---------- |
| 1  | Christian Vande Velde | GRM          | 4h 01' 31" |
| 2  | Jonathan Hivert       | Skil-Shimano | + 14"      |
| 3  | Mirco Lorenzetto      | LAM          | s.t.       |
| 4  | Christophe Moreau     | Agritubel    | s.t.       |
| 5  | Jens Voigt            | SAX          | s.t.       |
| 6  | Amaël Moinard         | COF          | s.t.       |
| 7  | Jakob Fuglsang        | SAX          | s.t.       |
| 8  | Maxime Monfort        | THR          | s.t.       |
| 9  | Frank Schleck         | SAX          | s.t.       |
| 10 | Juan Manuel Garate    | RAB          | s.t.       |

|    | Cyklista            | Team | Čas         |
| -- | ------------------- | ---- | ----------- |
| 1  | Sylvain Chavanel    | QST  | 13h 31' 36" |
| 2  | Juan Manuel Garate  | RAB  | + 6"        |
| 3  | Juan Antonio Flecha | RAB  | + 36"       |
| 4  | Alberto Contador    | AST  | s.t.        |
| 5  | Kevin Seeldrayers   | QST  | + 37"       |
| 6  | Luis León Sánchez   | GCE  | + 45"       |
| 7  | David Millar        | GRM  | + 50"       |
| 8  | Antonio Colom       | KAT  | + 55"       |
| 9  | Vladimir Karpec     | KAT  | + 57"       |
| 10 | Jens Voigt          | SAX  | + 1' 03"    |

### 5. etapa – Annonay → Vallon-Pont-d'Arc
5. etapa se jela 12. března 2009 z Annonay do Vallon-Pont-d'Arc a měřila 204 km.
|    | Cyklista          | Team         | Čas        |
| -- | ----------------- | ------------ | ---------- |
| 1  | Jérémy Roy        | FDJ          | 4h 58' 47" |
| 2  | Thomas Voeckler   | BBO          | s.t.       |
| 3  | Tony Martin       | THR          | + 3"       |
| 4  | Heinrich Haussler | CTT          | + 2' 33"   |
| 5  | Murilo Fischer    | LIQ          | s.t.       |
| 6  | Romain Feillu     | Agritubel    | s.t.       |
| 7  | Cyril Lemoine     | Skil-Shimano | s.t.       |
| 8  | Jurgen Roelandts  | SIL          | s.t.       |
| 9  | Mirco Lorenzetto  | LAM          | s.t.       |
| 10 | Sébastien Hinault | ALM          | s.t.       |

|    | Cyklista            | Team | Čas         |
| -- | ------------------- | ---- | ----------- |
| 1  | Sylvain Chavanel    | QST  | 18h 32' 56" |
| 2  | Juan Manuel Garate  | RAB  | + 6"        |
| 3  | Juan Antonio Flecha | RAB  | + 36"       |
| 4  | Alberto Contador    | AST  | s.t.        |
| 5  | Kevin Seeldrayers   | QST  | + 37"       |
| 6  | Luis León Sánchez   | GCE  | + 45"       |
| 7  | David Millar        | GRM  | + 50"       |
| 8  | Antonio Colom       | KAT  | + 55"       |
| 9  | Vladimir Karpec     | KAT  | + 57"       |
| 10 | Jens Voigt          | SAX  | + 1' 03"    |

### 6. etapa – Saint-Paul-Trois-Châteaux → La Montagne de Lure
6. etapa se jela 13. března 2009 z Saint-Paul-Trois-Châteaux do La Montagne de Lure a měřila 182,5 km.
|    | Cyklista             | Team         | Čas        |
| -- | -------------------- | ------------ | ---------- |
| 1  | Alberto Contador     | AST          | 4h 47' 46" |
| 2  | Fränk Schleck        | SAX          | + 58"      |
| 3  | Luis León Sánchez    | GCE          | s.t.       |
| 4  | Cadel Evans          | SIL          | + 1' 27"   |
| 5  | David Moncoutie      | COF          | s.t.       |
| 6  | Jens Voigt           | SAX          | + 1' 29"   |
| 7  | Samuel Sanchez       | EUS          | + 1' 31"   |
| 8  | Jonathan Hivert      | Skil-Shimano | + 1' 34"   |
| 9  | Christophe Moreau    | Agritubel    | + 1' 44"   |
| 10 | Chris Anker Sørensen | SAX          | + 1' 46"   |

|    | Cyklista          | Team         | Čas         |
| -- | ----------------- | ------------ | ----------- |
| 1  | Alberto Contador  | AST          | 23h 21' 08" |
| 2  | Luis León Sánchez | GCE          | + 1' 13"    |
| 3  | Sylvain Chavanel  | QST          | + 1' 24"    |
| 4  | Fränk Schleck     | SAX          | + 1' 38"    |
| 5  | Kevin Seeldrayers | QST          | + 2' 01"    |
| 6  | Jens Voigt        | SAX          | + 2' 06"    |
| 7  | Samuel Sanchez    | EUS          | + 2' 14"    |
| 8  | Jonathan Hivert   | Skil-Shimano | + 2' 29"    |
| 9  | Antonio Colom     | KAT          | + 2' 35"    |
| 10 | Jurij Trofimov    | BBO          | + 3' 09"    |

### 7. etapa – Manosque → Fayence
7. etapa se jela 14. března 2009 z Manosque do Fayence a měřila 191 km.
|    | Cyklista              | Team      | Čas        |
| -- | --------------------- | --------- | ---------- |
| 1  | Luis León Sánchez     | GCE       | 4h 43' 34" |
| 2  | Antonio Colom         | KAT       | + 50"      |
| 3  | Fränk Schleck         | SAX       | s.t.       |
| 4  | Sylvain Chavanel      | QST       | s.t.       |
| 5  | Jens Voigt            | SAX       | + 56"      |
| 6  | David Moncoutie       | COF       | + 1' 31"   |
| 7  | Hubert Dupont         | ALM       | s.t.       |
| 8  | Jurgen Van Den Broeck | SIL       | s.t.       |
| 9  | Christophe Moreau     | Agritubel | s.t.       |
| 10 | Amaël Moinard         | COF       | s.t.       |

|    | Cyklista            | Team         | Čas          |
| -- | ------------------- | ------------ | ------------ |
| 1  | Luis León Sánchez   | GCE          | + 28h 5' 45" |
| 2  | Sylvain Chavanel    | QST          | + 1' 09"     |
| 3  | Fränk Schleck       | SAX          | + 1' 21"     |
| 4  | Alberto Contador    | AST          | + 1' 50"     |
| 5  | Jens Voigt          | SAX          | + 1' 59"     |
| 6  | Antonio Colom       | KAT          | + 2' 16"     |
| 7  | Kevin Seeldrayers   | QST          | + 2' 29"     |
| 8  | Jonathan Hivert     | Skil-Shimano | + 2' 57"     |
| 9  | Jurij Trofimov      | BBO          | + 3' 37"     |
| 10 | Christophe Le Mevel | FDJ          | + 4' 00"     |

### 8. etapa – Nice → Nice
8. etapa se jela 15. března 2009 z Nice zpět do Nice a měřila 119 km.
|    | Cyklista            | Team         | Čas        |
| -- | ------------------- | ------------ | ---------- |
| 1  | Antonio Colom       | KAT          | 2h 47' 49" |
| 2  | Alberto Contador    | AST          | s.t.       |
| 3  | Fränk Schleck       | SAX          | + 1"       |
| 4  | Jonathan Hivert     | Skil-Shimano | + 17"      |
| 5  | Christophe Moreau   | Agritubel    | s.t.       |
| 6  | Sylvain Chavanel    | QST          | s.t.       |
| 7  | Juan Manuel Garate  | RAB          | s.t.       |
| 8  | Christophe Le Mevel | FDJ          | s.t.       |
| 9  | Jens Voigt          | SAX          | s.t.       |
| 10 | Sandy Casar         | FDJ          | s.t.       |

|    | Cyklista            | Team         | Čas           |
| -- | ------------------- | ------------ | ------------- |
| 1  | Luis León Sánchez   | GCE          | + 30h 53' 51" |
| 2  | Fränk Schleck       | SAX          | + 1' 00"      |
| 3  | Sylvain Chavanel    | QST          | + 1' 09"      |
| 4  | Alberto Contador    | AST          | + 1' 24"      |
| 5  | Antonio Colom       | KAT          | + 1' 47"      |
| 6  | Jens Voigt          | SAX          | + 1' 59"      |
| 7  | Kevin Seeldrayers   | QST          | + 2' 29"      |
| 8  | Jonathan Hivert     | Skil-Shimano | + 2' 57"      |
| 9  | Jurij Trofimov      | BBO          | + 3' 37"      |
| 10 | Christophe Le Mevel | FDJ          | + 4' 00"      |

## Konečné výsledky
|    | Cyklista            | Team         | Čas           |
| -- | ------------------- | ------------ | ------------- |
| 1  | Luis León Sánchez   | GCE          | + 30h 53' 51" |
| 2  | Fränk Schleck       | SAX          | + 1' 00"      |
| 3  | Sylvain Chavanel    | QST          | + 1' 09"      |
| 4  | Alberto Contador    | AST          | + 1' 24"      |
| 5  | Antonio Colom       | KAT          | + 1' 47"      |
| 6  | Jens Voigt          | SAX          | + 1' 59"      |
| 7  | Kevin Seeldrayers   | QST          | + 2' 29"      |
| 8  | Jonathan Hivert     | Skil-Shimano | + 2' 57"      |
| 9  | Jurij Trofimov      | BBO          | + 3' 37"      |
| 10 | Christophe Le Mevel | FDJ          | + 4' 00"      |

|    | Cyklista           | Team         | Body |
| -- | ------------------ | ------------ | ---- |
| 1  | Sylvain Chavanel   | QST          | 94   |
| 2  | Alberto Contador   | AST          | 84   |
| 3  | Antonio Colom      | KAT          | 76   |
| 4  | Fränk Schleck      | SAX          | 75   |
| 5  | Luis León Sánchez  | GCE          | 71   |
| 6  | Jens Voigt         | SAX          | 67   |
| 7  | Heinrich Haussler  | CTT          | 65   |
| 8  | Christophe Moreau  | Agritubel    | 58   |
| 9  | Jonathan Hivert    | Skil-Shimano | 55   |
| 10 | Juan Manuel Garate | RAB          | 48   |

|    | Team                        | Čas         |
| -- | --------------------------- | ----------- |
| 1  | Team Saxo Bank (SAX)        | 92h 52' 45" |
| 2  | Française des Jeux (FDJ)    | + 10' 29"   |
| 3  | Caisse d'Epargne (GCE)      | + 13' 58"   |
| 4  | Euskaltel-Euskadi (EUS)     | + 15' 14"   |
| 5  | Quick Step (QST)            | + 17' 23"   |
| 6  | Ag2r-La Mondiale (ALM)      | + 17' 33"   |
| 7  | Silence-Lotto (SIL)         | + 20' 09"   |
| 8  | Team Katusha (KAT)          | + 20' 38"   |
| 9  | Bbox Bouygues Telecom (BBO) | + 24' 52"   |
| 10 | Rabobank (RAB)              | + 42' 33"   |

|    | Cyklista             | Team         | Čas         |
| -- | -------------------- | ------------ | ----------- |
| 1  | Kevin Seeldrayers    | QST          | 30h 56' 20" |
| 2  | Jonathan Hivert      | Skil-Shimano | + 28"       |
| 3  | Jurij Trofimov       | BBO          | + 1' 08"    |
| 4  | Pierre Rolland       | BTL          | + 10' 28"   |
| 5  | Jakob Fuglsang       | SAX          | + 18' 58"   |
| 6  | Thomas Peterson      | GRM          | + 20' 30"   |
| 7  | Matthieu Ladagnous   | FDJ          | + 25' 38"   |
| 8  | Albert Timmer        | Skil-Shimano | + 26' 19"   |
| 9  | Chris Anker Sørensen | SAX          | + 28' 07"   |
| 10 | Reine Taaramae       | COF          | + 28' 49"   |

|    | Cyklista          | Team | Body |
| -- | ----------------- | ---- | ---- |
| 1  | Tony Martin       | THR  | 55   |
| 2  | Alberto Contador  | AST  | 48   |
| 3  | Jérémy Roy        | FDJ  | 32   |
| 4  | Luis León Sánchez | GCE  | 22   |
| 5  | Joan Horrach      | KAT  | 21   |
| 6  | Aitor Hernandez   | EUS  | 19   |
| 7  | Sandy Casar       | FDJ  | 18   |
| 8  | Fränk Schleck     | SAX  | 17   |
| 9  | Antonio Colom     | KAT  | 17   |
| 10 | Martin Velits     | MRM  | 13   |

## Držitelé trikotů
| Etapa (Vítěz)                      | Celková klasifikace | Bodová soutěž     | Vrchařská soutěž | Nejlepší mladík   | Klasifikace týmů |
| ---------------------------------- | ------------------- | ----------------- | ---------------- | ----------------- | ---------------- |
| 01. etapa (ITT) (Alberto Contador) | Alberto Contador    | Alberto Contador  | Neudělen         | Tony Martin       | Astana Team      |
| 02. etapa (Heinrich Haussler)      | Alberto Contador    | Heinrich Haussler | Aitor Hernandez  | Tony Martin       | Astana Team      |
| 03. etapa (Sylvain Chavanel)       | Sylvain Chavanel    | Sylvain Chavanel  | Stéphane Auge    | Kevin Seeldrayers | Rabobank         |
| 04. etapa (Christian Vandevelde)   | Sylvain Chavanel    | Mirco Lorenzetto  | Stéphane Auge    | Kevin Seeldrayers | Rabobank         |
| 05. etapa (Jérémy Roy)             | Sylvain Chavanel    | Mirco Lorenzetto  | Tony Martin      | Kevin Seeldrayers | Rabobank         |
| 06. etapa (Alberto Contador)       | Alberto Contador    | Mirco Lorenzetto  | Tony Martin      | Kevin Seeldrayers | Team Saxo Bank   |
| 07. etapa (Luis León Sánchez)      | Luis León Sánchez   | Sylvain Chavanel  | Tony Martin      | Kevin Seeldrayers | Team Saxo Bank   |
| 08. etapa (Antonio Colom)          | Luis León Sánchez   | Sylvain Chavanel  | Tony Martin      | Kevin Seeldrayers | Team Saxo Bank   |
| 0Final                             | Luis León Sánchez   | Sylvain Chavanel  | Tony Martin      | Kevin Seeldrayers | Team Saxo Bank   |